# Anghelina Melnikova
Anghelina Melnikova (în rusă Ангелина Мельникова; n. 18 iulie 2000, Voronej, Regiunea Voronej, Rusia) este o gimnastă artistică ce a reprezentat Rusia, medaliată olimpică. A participat la 2 ediții ale Jocurilor Olimpice (2016, 2020) în care a câștigat o medalie de aur, o medalie de argint și două medalii de bronz.